# Araffat
Araffat este o comună din Nouakchott, Mauritania, cu o populație de 102.169 locuitori.